# Erika Nordby
Erika Nordby, conosciuta come Piccola Erika (Baby Erika), Piccolo Miracolo (Miracle Baby) e la bambina miracolo del Canada (Canada's Miracle Child) (Edmonton, 16 febbraio 2000), è una bambina canadese conosciuta per essersi ripresa dopo aver trascorso due ore senza un battito cardiaco dovuto all'ipotermia.

## Congelamento
Erika e sua madre stavano trascorrendo la notte tra il 22 e il 23 febbraio a casa di un amico a Edmonton. Leyla e uno sconosciuto amico uscirono presto per andare ad una festa, affidando il compito di babysitter ad un parente dell'amico. Quando i due ritornarono a casa la babysitter se ne andò dalla porta del retro, che aveva un blocco rotto. Nelle prime ore del mattino, Erika di 13 mesi lasciò la casa da sola indossando solo un pannolino. La temperatura esterna era -24 °C (-11 °F). Poiché la bambina avreva solitamente la bottiglia alle due del mattino, sua madre si preoccupò quando si svegliò alle 3 del mattino ed Erika non era accanto a lei a letto. Subito dopo Leyla la trovò in una banchina di neve seguendo le orme che aveva lasciato uscendo dalla porta posteriore. Ha portato Erika dentro e ha chiamato un'ambulanza; ha anche tentato di rianimarla con il massaggio cardiaco e la respirazione bocca a bocca, ma non ci riuscì. Arrivarono i paramedici, Erika venne portata al Stollery Children's Health CentreL. La ventiseienne Leyla venne arrestata dalla polizia per cinque ore per sospetto di abbandono della bambina, dopodiché andò in ospedale.
Al suo arrivo allo Stollery, Erika era considerata clinicamente morta: era stata senza battito per circa due ore. Non dava segnali di vita e aveva una temperatura corporea di circa 16 °C (61 °F), a confronto di una normale temperatura corporea di 37 °C (99 °F); la temperatura corporea più bassa di un sopravvissuto a seguito di ipotermia accidentale (non controllata dal medico) era di 13,7 °C (56,7 °F).
Nonostante questo, il suo cuore riprese a battere dopo essere stata posta sotto una calda coperta. I medici hanno suggerito che il freddo l'aveva disposta in uno stato di ibernazione, proteggendo il corpo da gravi danni. C'erano inizialmente indiscrezioni che parti delle mani o dei piedi dovessero essere amputate a causa di danni del congelamento, ma questo non fu necessario. Ebbe bisogno di innesti di pelle sul piede e di fare fisioterapia per consentirle di camminare di nuovo.

## Conseguenze
Erika venne dimessa dall'ospedale dopo sei settimane. È conosciuta come una "bambina miracolo" ed è stata presentata nei media in tutto il mondo. Non ha subito danni permanenti, tranne che per la cicatrizzazione e la leggera deformazione del piede sinistro, che necessita di calzature specializzate. Oltre 5500 dollari canadesi furono raccolti dai donatori per pagare spese mediche e istruzione, e le furono inviati anche giocattoli e centinaia di carte e lettere.
Anche se Leyla non venne mai accusata formalmente, è diventata un soggetto di un intenso scrutinio dei media a causa della sua nazionalità aborigena e delle sue circostanze sociali. Lei e la sua famiglia, tra cui Erika, si sono allontanati da Edmonton per evitare l'attenzione dei media, anche se ha risposto alle domande nell'intervista agli anniversari di un anno e dieci anni dell'evento.
La causa civile è stata depositata per conto di Erika contro il padrone di casa e gli inquilini dell'edificio. Al ricorso ha chiesto 101.000 dollari in danni e indennizzi perché i difensori erano a conoscenza ma non ripararono il fermo difettoso sulla porta che Erika aveva usato. La provincia di Alberta ha anche denunciato questi imputati, chiedendo il risarcimento dei costi della sanità di Erika.

## Eredità
La storia di Erika è stata raccontata nella canzone "Erika Nordby (Canada's Miracle Child)" del popolare artista canadese Stompin 'Tom Connors, pubblicata sul suo album Stompin' Tom Sings History Canadian; la canzone descrive come Erika "catturato il mondo con il suo sorriso". L'incidente è stato anche discusso in una relazione del governo su "madre sotto costrizione", che ha chiamato Erika una "leggenda". È diventata la protagonista di un episodio di Life's Little Miracles, la trasmissione televisiva di Discovery Health Channel ed è stata menzionata in un episodio di Nova on PBS intitolato Making Things Colder.
L'esperienza di Erika è stata citata come un'indicazione della rilevanza medica del Centro di ricerca sul cancro di Fred Hutchinson su "animazione sospesa indotta dall'anossia" nel pesce zebra.